# Vincenzo Macchi di Cellere (militare)
Vincenzo Macchi di Cellere (Roma, 25 febbraio 1846 – Roma, 25 novembre 1934) è stato un militare e nobile italiano.

## Biografia
Vincenzo nacque a Roma, figlio dell'allora nobile Oreste Macchi e di sua moglie, la contessa Veronica Cenci-Bolognetti, figlia del principe di Vicovaro, Virginio. Suo prozio era il cardinale Vincenzo Macchi, mentre suo fratello Luigi diverrà anch'egli cardinale.
La sua condizione di ultrogenito lo fece propendere per la carriera delle armi e, nemmeno ventenne, nel 1867 divenne volontario nell'artiglieria pontificia come caporale, prendendo parte e distinguendosi nella battaglia di Mentana. Nel 1868 venne promosso sergente e poi, dall'anno successivo, sottotenente. Nel febbraio del 1870 venne promosso tenente ed ottenne il comando di una sezione di artiglieria con la quale, alla presa di Roma del 20 settembre di quello stesso anno, venne posto presso la porta di San Giovanni in Laterano. Durante gli scontri venne ferito da un blocco di marmo staccatosi dal portale stesso a causa di una cannonata piemontese e, rimasto tramortito, venne fatto prigioniero dalle truppe sabaude che lo trasportarono nella fortezza di Alessandria. Per interessamento personale di Vittorio Emanuele II di Savoia venne offerta a lui e ad altri nobili romani dell'esercito pontificio di entrare a far parte del Regio Esercito come aiutanti di campo del nuovo sovrano, ma il Macchi ribadì il proprio rifiuto, in rispetto al giuramento prestato a Pio IX.
Nominato Gentiluomo di Sua Santità, nel 1914 ottenne il prestigioso Ordine dello Speron d'oro e dall'anno successivo venne nominato cameriere segreto di cappa e spada da papa Benedetto XV. Dal 1920 fu l'ultimo presidente dell'Associazione Reduci pontifici.
Morì a Roma il 25 novembre 1934.

## Albero genealogico
|                                                   |                                                    |                                                         | Genitori                                         |  |  | Nonni |  |  | Bisnonni               |  |  | Trisnonni             |  |
|                                                   |                                                    |                                                         |                                                  |  |  |       |  |  | Giovanni Nicola Macchi |  |  | Carlo Giuseppe Macchi |  |
|                                                   |                                                    |                                                         |                                                  |  |  |       |  |  | Giovanni Nicola Macchi |  |  | Carlo Giuseppe Macchi |  |
|                                                   |                                                    | Francesca Cecilia Bilancini                             |                                                  |  |  |       |  |  | Giovanni Nicola Macchi |  |  |                       |  |
| Carlo Giuseppe Macchi                             |                                                    |                                                         |                                                  |  |  |       |  |  | Giovanni Nicola Macchi |  |  |                       |  |
|                                                   |                                                    | Maria Anna Gilda Vagni                                  | …                                                |  |  |       |  |  |                        |  |  |                       |  |
|                                                   |                                                    | Maria Anna Gilda Vagni                                  | …                                                |  |  |       |  |  |                        |  |  |                       |  |
|                                                   |                                                    | Maria Anna Gilda Vagni                                  | …                                                |  |  |       |  |  |                        |  |  |                       |  |
| Oreste Macchi di Cellere, I conte di Cellere      |                                                    | Maria Anna Gilda Vagni                                  |                                                  |  |  |       |  |  |                        |  |  |                       |  |
|                                                   |                                                    | …                                                       | …                                                |  |  |       |  |  |                        |  |  |                       |  |
|                                                   |                                                    | …                                                       | …                                                |  |  |       |  |  |                        |  |  |                       |  |
|                                                   |                                                    | …                                                       | …                                                |  |  |       |  |  |                        |  |  |                       |  |
| Margherita Mancini                                |                                                    | …                                                       |                                                  |  |  |       |  |  |                        |  |  |                       |  |
|                                                   |                                                    | …                                                       | …                                                |  |  |       |  |  |                        |  |  |                       |  |
|                                                   |                                                    | …                                                       | …                                                |  |  |       |  |  |                        |  |  |                       |  |
|                                                   |                                                    | …                                                       | …                                                |  |  |       |  |  |                        |  |  |                       |  |
| Vincenzo Macchi di Cellere                        |                                                    | …                                                       |                                                  |  |  |       |  |  |                        |  |  |                       |  |
|                                                   | Girolamo Cenci-Bolognetti, IV principe di Vicovaro | Virginio Cenci                                          |                                                  |  |  |       |  |  |                        |  |  |                       |  |
|                                                   | Girolamo Cenci-Bolognetti, IV principe di Vicovaro | Virginio Cenci                                          |                                                  |  |  |       |  |  |                        |  |  |                       |  |
|                                                   | Girolamo Cenci-Bolognetti, IV principe di Vicovaro | Anna Maria Bolognetti                                   |                                                  |  |  |       |  |  |                        |  |  |                       |  |
| Virginio Cenci Bolognetti, V principe di Vicovaro | Girolamo Cenci-Bolognetti, IV principe di Vicovaro |                                                         |                                                  |  |  |       |  |  |                        |  |  |                       |  |
|                                                   |                                                    | Maria Isabella Petroni                                  | …                                                |  |  |       |  |  |                        |  |  |                       |  |
|                                                   |                                                    | Maria Isabella Petroni                                  | …                                                |  |  |       |  |  |                        |  |  |                       |  |
|                                                   |                                                    | Maria Isabella Petroni                                  | …                                                |  |  |       |  |  |                        |  |  |                       |  |
| Veronica Cenci-Bolognetti                         |                                                    | Maria Isabella Petroni                                  |                                                  |  |  |       |  |  |                        |  |  |                       |  |
|                                                   |                                                    | Francesco Antonio Bonanno, VII principe di Roccafiorita | Giuseppe Bonanno, VI principe di Roccafiorita    |  |  |       |  |  |                        |  |  |                       |  |
|                                                   |                                                    | Francesco Antonio Bonanno, VII principe di Roccafiorita | Giuseppe Bonanno, VI principe di Roccafiorita    |  |  |       |  |  |                        |  |  |                       |  |
|                                                   |                                                    | Francesco Antonio Bonanno, VII principe di Roccafiorita | Giustina Borromeo Grillo                         |  |  |       |  |  |                        |  |  |                       |  |
| Clelia Bonanno e Branciforte                      |                                                    | Francesco Antonio Bonanno, VII principe di Roccafiorita |                                                  |  |  |       |  |  |                        |  |  |                       |  |
|                                                   |                                                    | Caterina Branciforte e Pignatelli                       | Salvatore Branciforte, IX principe di Butera     |  |  |       |  |  |                        |  |  |                       |  |
|                                                   |                                                    | Caterina Branciforte e Pignatelli                       | Salvatore Branciforte, IX principe di Butera     |  |  |       |  |  |                        |  |  |                       |  |
|                                                   |                                                    | Caterina Branciforte e Pignatelli                       | Maria Anna Pignatelli Tagliavia d'Aragona Cortés |  |  |       |  |  |                        |  |  |                       |  |
|                                                   |                                                    | Caterina Branciforte e Pignatelli                       |                                                  |  |  |       |  |  |                        |  |  |                       |  |